# Sapi
Sapi is een rivier en een safarigebied in het noorden van Zimbabwe. In het gebied komt groot wild voor zoals olifanten, buffels, cheeta's, luipaarden en nijlkrokodillen.
In 1984 is Sapi, samen met Mana Pools en Chewore, opgenomen op de Werelderfgoed lijst van UNESCO.